# OR10P1
OR10P1 (англ. Olfactory receptor family 10 subfamily P member 1) – білок, який кодується однойменним геном, розташованим у людей на короткому плечі 12-ї хромосоми. Довжина поліпептидного ланцюга білка становить 313 амінокислот, а молекулярна маса — 34 741.
| 10         |  | 20         |  | 30         |  | 40         |  | 50         |
| ---------- |  | ---------- |  | ---------- |  | ---------- |  | ---------- |
| MAGENHTTLP |  | EFLLLGFSDL |  | KALQGPLFWV |  | VLLVYLVTLL |  | GNSLIILLTQ |
| VSPALHSPMY |  | FFLRQLSVVE |  | LFYTTDIVPR |  | TLANLGSPHP |  | QAISFQGCAA |
| QMYVFIVLGI |  | SECCLLTAMA |  | YDRYVAICQP |  | LRYSTLLSPR |  | ACMAMVGTSW |
| LTGIITATTH |  | ASLIFSLPFR |  | SHPIIPHFLC |  | DILPVLRLAS |  | AGKHRSEISV |
| MTATIVFIMI |  | PFSLIVTSYI |  | RILGAILAMA |  | STQSRRKVFS |  | TCSSHLLVVS |
| LFFGTASITY |  | IRPQAGSSVT |  | TDRVLSLFYT |  | VITPMLNPII |  | YTLRNKDVRR |
| ALRHLVKRQR |  | PSP        |  |            |  |            |  |            |

A: Аланін

C: Цистеїн

D: Аспарагінова кислота

E: Глутамінова кислота

F: Фенілаланін

G: Гліцин

H: Гістидин

I: Ізолейцин

K: Лізин

L: Лейцин

M: Метіонін

N: Аспарагін

P: Пролін

Q: Глутамін

R: Аргінін

S: Серин

T: Треонін

V: Валін

W: Триптофан

Кодований геном білок за функціями належить до рецепторів, g-білокспряжених рецепторів, білків внутрішньоклітинного сигналінгу. 
Локалізований у клітинній мембрані, мембрані.